# Alburnus belvica
Espèce
Synonymes
- Alburnus alburnus belvica Karaman, 1924[2]
- Chalcalburnus belvica (Karaman, 1924)[3] [2]

Statut de conservation UICN

 VU D2 : Vulnérable
Alburnus belvica est un poisson d'eau douce de la famille des Cyprinidae.

## Répartition
Alburnus belvica se rencontre en Albanie, en Grèce et en Macédoine. Cette espèce vit essentiellement dans les lacs Prespa mais se retrouve également dans les cours d'eau s'y jetant durant la période de reproduction.

## Description
La taille maximale connue pour Alburnus belvica est de 220 mm pour les femelles, les mâles sont beaucoup plus petits (136 mm).
C'est un poisson de lacs qui occupe la partie supérieure de la colonne d'eau et ne vient sur le rivage que pour frayer.

## Publication originale
- Karaman, 1924 : Pisces Macedoniae. p. 1-90.